# Dolichancistrus carnegiei
Dolichancistrus carnegiei es una especie de peces de la familia Loricariidae en el orden de los Siluriformes.

## Morfología
• Los machos pueden llegar alcanzar los 17 cm de longitud total.

## Hábitat
Es un pez de agua dulce y de clima tropical (22 °C-26 °C).

## Distribución geográfica
Se encuentran en Sudamérica:  cuenca del río Magdalena en Colombia.